# Luis Piazzini
Luis Roberto Piazzini (Buenos Aires, 11 de mayo de 1905 - ídem, 4 de marzo de 1980) fue un ajedrecista argentino.
Hijo del pianista Edmundo Piazzini y padre de la pianista argentina Carmen Piazzini.

## Resultados destacados en competición
Fue una vez ganador del Campeonato de Argentina de ajedrez, en el año 1933 ganando a Jacobo Bolbochán por 5'5:2'5), perdiéndolo en su primera defensa en 1935 contra Roberto Grau por 5'5:7'5.
Fue campeón del V Torneo Sudamericano en Buenos Aires en el año 1934.
Participó representando a Argentina en dos Olimpíadas de ajedrez en el año 1937 en Estocolmo fue primer tablero con el siguiente resultado (+4 –2 =6) y en el año 1939 en Buenos Aires fue segundo tablero con el siguiente resultado (+4 –3 =4).